# Adiànov
Adiànov (en rus: Адьянов) és un poble (un khútor) de l'óblast de Rostov, a Rússia, que en el cens del 2010 tenia 264 habitants, pertany al districte de Dubóvskoie.